# Suore del Buon Pastore (Milano)
Le Suore del Buon Pastore sono un istituto religioso femminile di diritto pontificio.

## Storia
La congregazione fu fondata a Milano nel 1846 dalla marchesa Carolina del Caretto Suardo insieme con il sacerdote Luigi Speroni per accogliere le ragazze "traviate" che decidevano di mutare condotta.
L'istituto ricevette il pontificio decreto di lode il 23 febbraio 1852 e l'approvazione definitiva per le sue costituzioni il 15 agosto 1912.

## Attività e diffusione
Le suore si dedicarono all'apostolato delle traviate fino al 1954, quando iniziarono ad accogliere nel loro istituto bambine provenienti da famiglie disordinate e disagiate allo scopo di allontanarle e prevenirle contro il male; lavorano anche in scuole materne e pensionati.
La sede generalizia è in via San Vittore a Milano.
Nel 2014 l'istituto contava 9 religiose in e una sola casa.